# 田沢湖町
田沢湖町（たざわこまち）は、かつて秋田県仙北郡にあった町。日本一深い湖として知られる田沢湖の東の畔に面していた。
2003年（平成15年）8月には田沢湖町、角館町、西木村との間で合併が協議され、2005年（平成17年）9月20日に3町村が合併し仙北市となった。

## 町のシンボル
- 町の花はコマクサ、1986年（昭和61年）制定。
- 町の木はブナ、1967年（昭和42年）制定。
- 町の鳥はイヌワシ、1986年（昭和61年）制定。

## 地理
町の大部分は山岳地帯だが角館町との境付近にわずかに傾斜した平地を有する。降雨・降雪が多く名前のついた物だけでも100以上ある小川が、玉川に合流し南西に向かって流れる。町内には小規模な縄文遺跡が点在し、北部に位置する玉川温泉の北投石は国の特別天然記念物である。
- 山: 八幡平、秋田駒ヶ岳、烏帽子岳（乳頭山）、倉沢山、焼山
- 河川: 玉川、生保内川
- 湖沼: 田沢湖、神代調整地、秋扇湖、宝仙湖

## 歴史
- 1889年（明治22年）4月1日 - 生保内村・神代村・田沢村が発足。
- 1953年（昭和28年）10月1日 - 生保内村が町制施行し、生保内町となる。
- 1956年（昭和31年）9月30日 - 生保内町・田沢村・神代村の3町村が合併して田沢湖町が発足する。
- 1958年（昭和33年）5月 - 田沢湖町国民健康保険直営病院（現在の市立田沢湖病院）が生保内字武蔵野に開設。
- 1967年（昭和42年）4月 - 田沢湖町国民健康保険直営病院が田沢湖町立田沢湖病院に改称。
- 1971年（昭和46年）6月 - 田沢湖町立田沢湖病院が生保内字水尻に新築移転。
- 2005年（平成17年）9月20日 - 角館町・西木村と合併し仙北市となり、同時に田沢湖町は廃止される。

## 地域

### 産業
林業・観光業が盛んである。

### 医療
- 田沢湖町立田沢湖病院（合併後は市立田沢湖病院）

### 教育

#### 中学校
- 田沢湖町立生保内中学校
- 田沢湖町立神代中学校

#### 小学校
- 田沢湖町立生保内小学校

田沢湖町立生保内小学校潟分校（廃校）
- 田沢湖町立神代小学校

## 交通

### 鉄道
- 東日本旅客鉄道
  - 秋田新幹線：田沢湖駅

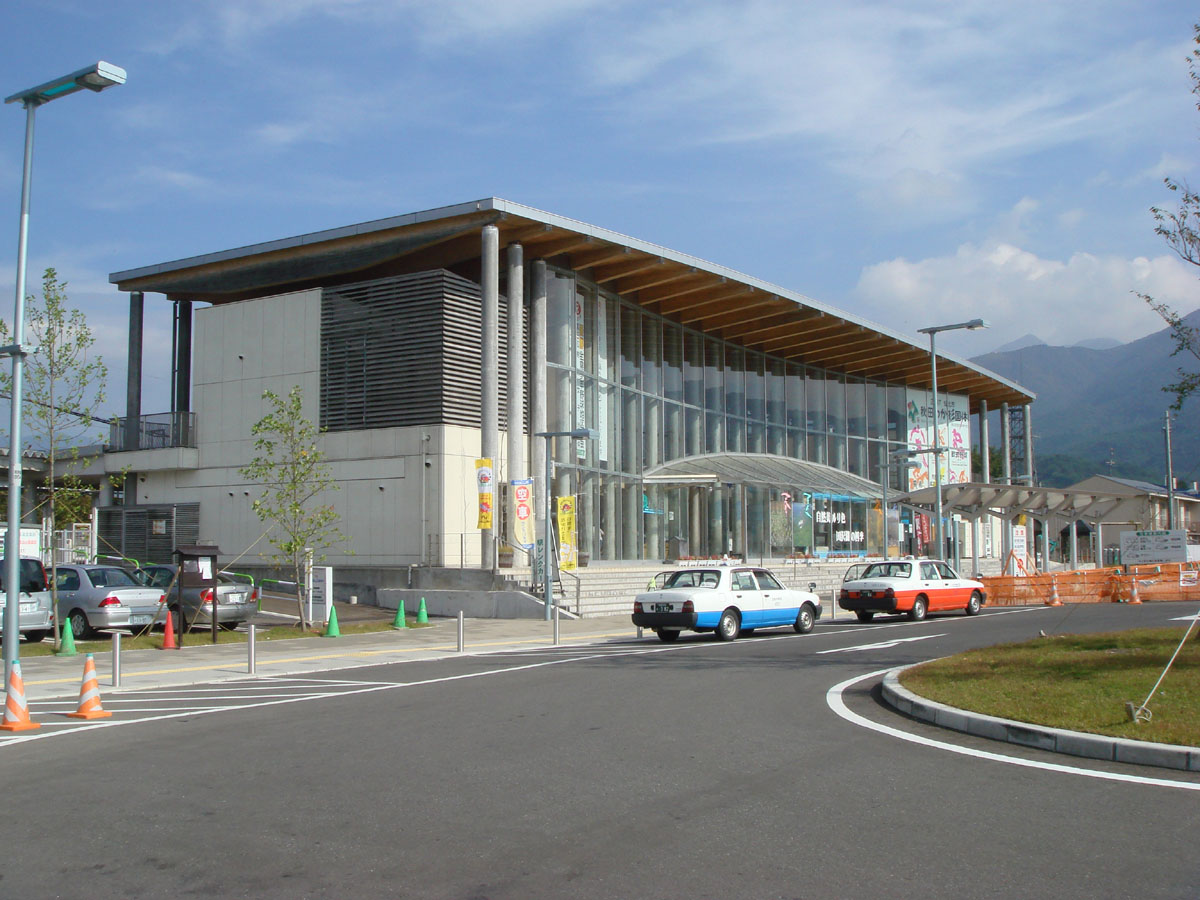
田沢湖駅

  - 田沢湖線：生田駅 - 神代駅 - 刺巻駅 - 田沢湖駅
- 秋田内陸縦貫鉄道
  - 秋田内陸線：羽後太田駅

### バス

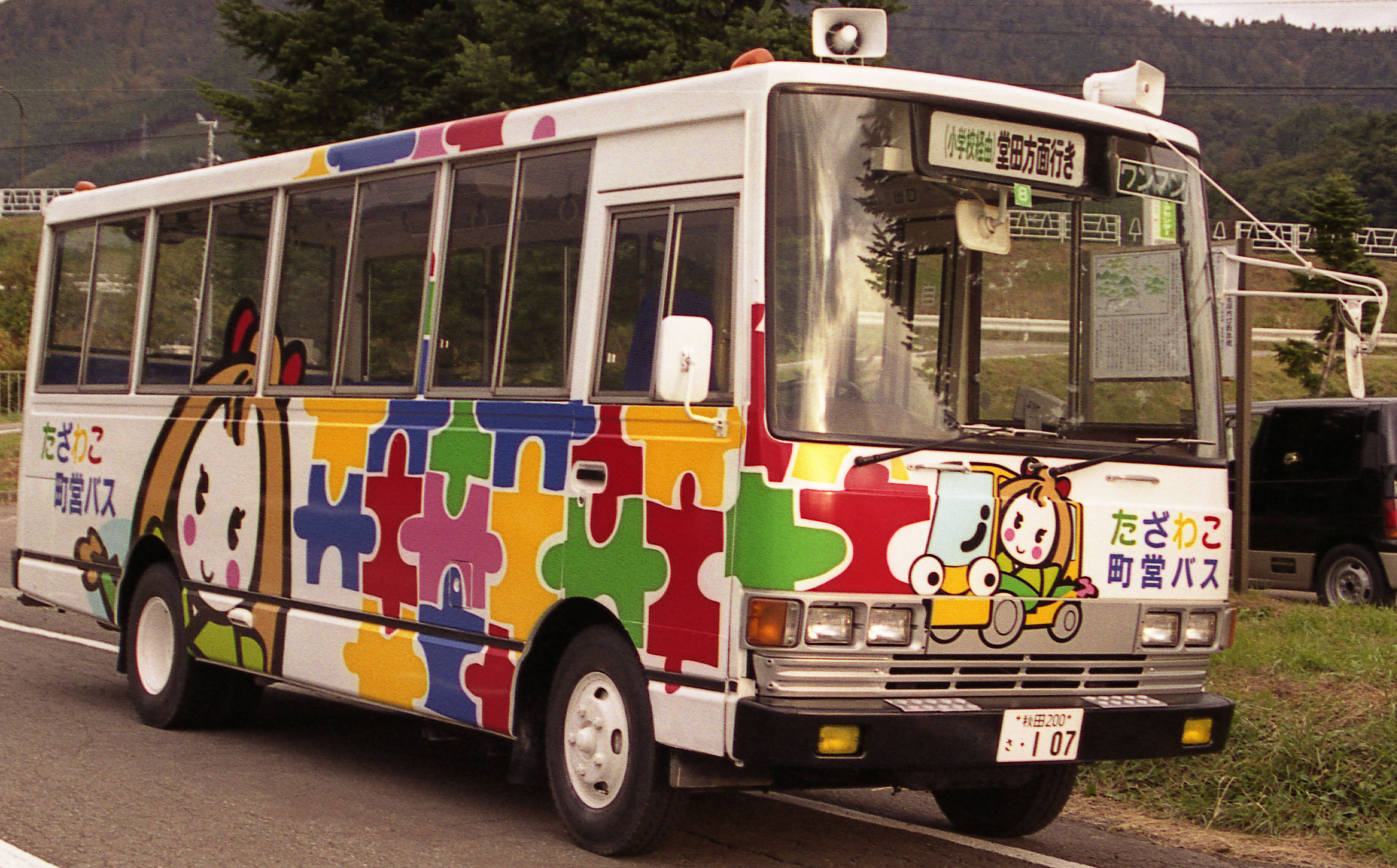
田沢湖町営バス当時の車両

- 羽後交通
  - 田沢湖営業所
- 田沢湖町営バス

### 道路

#### 一般国道
- 国道46号
- 国道105号
- 国道341号

#### 県道

##### 主要地方道
- 秋田県道23号大更八幡平線（八幡平アスピーテライン）
- 秋田県道38号田沢湖西木線
- 秋田県道50号大曲田沢湖線
- 秋田県道60号田沢湖畔線

##### 一般県道
- 秋田県道127号駒ケ岳線
- 秋田県道181号神代停車場線
- 秋田県道182号田沢湖停車場線（合併後、2006年に県道から仙北市道へ指定替え）
- 秋田県道194号西山生保内線
- 秋田県道248号春山田沢線
- 秋田県道318号八幡平公園線（八幡平樹海ライン）
- 秋田県道321号上桧木内玉川線

## 名所・旧跡・観光スポット
田沢湖町は観光地が多く年間300万人前後の観光客が訪れる。
- 田沢湖
- 田沢湖スキー場
- 田沢湖高原温泉郷（国民保養温泉地）
  - 水沢温泉
- 乳頭温泉郷（国民保養温泉地）
  - 田沢湖高原温泉
- 八幡平温泉郷（国民保養温泉地）
  - 玉川温泉
  - 大深温泉
- 抱返り渓谷
- あきた芸術村
  - わらび劇場
- 刺巻湿原

## 出身有名人
- 佐藤貞子 (民謡歌手)
- 平岡均之 (作曲家)
- 御法川英文（元自由民主党衆議院議員、元秋田県議会議員）
- 椿千代（舞台女優）
- 三重野葵（舞台女優）
- 水沢英樹（プロ野球選手）